# Sinophorus vericulus
Sinophorus vericulus är en stekelart som beskrevs av Sanborne 1984. Sinophorus vericulus ingår i släktet Sinophorus och familjen brokparasitsteklar. Inga underarter finns listade i Catalogue of Life.